# Stevens megye (Kansas)
Stevens megye az Amerikai Egyesült Államokban, azon belül Kansas államban található. Megyeszékhelye és legnagyobb városa Hugoton. Lakosainak száma 5250 fő (2020. április 1.). Stevens megye Grant, Haskell, Seward, Texas, Stanton és Morton megyékkel határos.

## Népesség
A megye népességének változása:
| Lakosok száma | 5750 | 5646 | 5762 | 5816 | 5806 | 5250 |
|               | 2010 | 2011 | 2012 | 2013 | 2015 | 2020 |